# Muzeul Statului Sarawak
Muzeul Statului Sarawak este cel mai vechi muzeu din Borneo. Deschisă în 1891 la Kuching, în Sarawak, instituția a fost finanțată de rajahul alb Charles Brooke și de Alfred Russel Wallace. Acest muzeu este divizat în mai multe secțiuni cu subiecte diverse: industrie petrolieră, textilă, arheologie etc. El deține resturile a două pisici borneene, între care cele ale femelei capturate în 1992.

## Sarawak Museum Journal Kuching
Revistă a muzeului, creată din 1911, și care tratează probleme de etnologie, de istorie, de arheologie  și de folclor  privitoare la Sarawak, Sarawak Museum Journal Kuching este uneori cunoscută prin acronimul său, SMJK.

## Curatori și directori

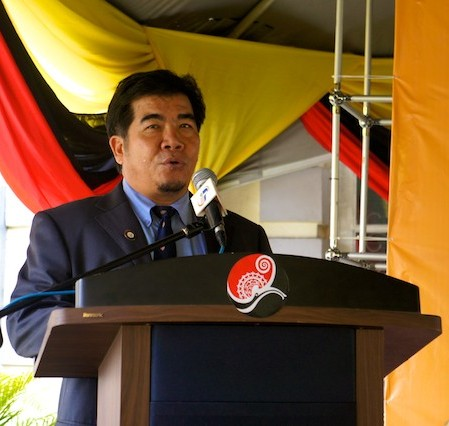
Ipoi Datan, actualul director alMuzeului Statului Sarawak.

Până în 1974, șeful muzeului purta titlul de „Curator”:
- J.E.A. Lewis — curator pro tem, activ din 25 iunie 1888 – până în 1902
- Dr George Darby Haviland — 26 februarie 1891 – 1 martie 1893
- Edward Bartlett —  1 martie 1893 – 22 iulie 1897
- Robert Walter Campbell Shelford — 22 iulie 1897 – 2 februarie 1905
- John Hewitt —  2 februarie 1905 – noiembrie 1908
- John Coney Moulton — noiembrie 1908 – 22 ianuarie 1915
- Mr Erman & K. H. Gillan — Officers in charge, 22 ianuarie 1915 – may 1922 (în timpul Primului Război Mondial)
- Dr Eric Georg Mjöberg — mai 1922 – 19 decembrie 1924
- Gerard T.M. MacBryan — Acting Curator, 20 decembrie 1924 – 24 ianuarie 1925
- Edward Banks —  20 februarie 1925 – 1945 (1942–1945 interned)
- Tom Harrisson — iunie 1947 – noiembrie 1966
- Benedict Sandin — decembrie 1966 – martie 1974

După această dată, titlul purtat de șeful muzeului este cel de „Director”. 
- Lucas Chin — 1 aprilie 1974 – decembrie 1991
- Dr Peter M. Kedit – decembrie 1991 – aprilie 1996
- Sanib Said —  mai 1997 - decembrie 2008
- Ipoi Datan - ianuarie 2009 – prezent